# Billboard Music Awards
Los Billboard Music Awards son unos premios entregados anualmente por Billboard, una revista estadounidense dedicada a la industria musical. Estos premios se han celebrado anualmente desde 1990, primero en el mes de diciembre, hasta el año 2006, año en el que se suspendió la entrega hasta su regreso en 2011, a partir de la cual se celebra en el mes de mayo.

## Elección
A diferencia de otros galardones, como los American Music Awards, que determinan sus nominaciones de acuerdo a la mayor cantidad de votos recibidos, y los Grammys que se determinan por excelencia musical evaluada por la academia de la grabación, los finalistas de los Billboard Music Awards se seleccionan por su rendimiento comercial en Estados Unidos de acuerdo a los datos registrados por el sistema Nielsen SoundScan a fin de año.
Los premios son otorgados a álbumes, artistas y sencillos de diferentes géneros. Desde 1992, la revista entrega el premio honorífico Billboard Century Award a quien considera que ha realizado un aporte significativo a la industria discográfica en términos de creatividad. Este reconocimiento fue rebautizado en el 2011 como Billboard Icon Award. El rapero canadiense Drake fue la gran estrella de la entrega de los Billboard Music Awards 2019, con 12 galardones, que lo convirtieron en el artista más reconocido de la historia de estas distinciones al sumar ya 27 a lo largo de toda su carrera.

## Ceremonia de entrega
Desde que Rick Garson creó los premios en 1989, la ceremonia de entrega fue televisada a través de la cadena de televisión Fox, sin embargo, debido a conflictos contractuales y otras circunstancias, el espectáculo fue cancelado en el 2007. Los planes para una nueva versión de los premios en el 2008 —en asociación con la productora AEG Live— no prosperaron y la ceremonia permaneció suspendida hasta el 2011. En febrero de ese año, Billboard anunció que su show de premios volvería a la televisión, pero esta vez en el mes de mayo y a través de la cadena ABC.

## Ediciones
| Edición                    | Fecha                   | Recinto                | Ciudad                   | Anfitrión(es)                             | Más premiado(s)                        | Ref.   |
| -------------------------- | ----------------------- | ---------------------- | ------------------------ | ----------------------------------------- | -------------------------------------- | ------ |
| 1.ª                        | 1 de diciembre de 1990  | Barker Hangar          | Santa Mónica, California | Paul Shaffer Morris Day Jerome Benton     | Janet Jackson (8)                      | [ 4 ]  |
| 2.ª                        | 3 de diciembre de 1991  | Barker Hangar          | Santa Mónica, California | Paul Shaffer                              | Garth Brooks (5) C+C Music Factory (5) | [ 5 ]  |
| 3.ª                        | 8 de diciembre de 1992  | Gibson Amphitheatre    | Los Ángeles, California  | Phil Collins                              | Michael Jackson (3)                    | [ 6 ]  |
| 4.ª                        | 8 de diciembre de 1993  | Gibson Amphitheatre    | Los Ángeles, California  | Phil Collins                              | Whitney Houston (11)                   | [ 7 ]  |
| 5.ª                        | 7 de diciembre de 1994  | Gibson Amphitheatre    | Los Ángeles, California  | Dennis Miller Heather Locklear            | Ace of Base (2)                        | [ 8 ]  |
| 6.ª                        | 6 de diciembre de 1995  | New York Coliseum      | Nueva York, Nueva York   | Jon Stewart                               | TLC (3)                                | [ 9 ]  |
| 7.ª                        | 4 de diciembre de 1996  | Hard Rock Hotel        | Las Vegas, Nevada        | Chris Rock                                | Mariah Carey (2)                       | [ 10 ] |
| 8.ª                        | 8 de diciembre de 1997  | MGM Grand Garden Arena | Las Vegas, Nevada        | David Spade                               | Elton John (4)                         | [ 11 ] |
| 9.ª                        | 7 de diciembre de 1998  | MGM Grand Garden Arena | Las Vegas, Nevada        | Kathy Griffin Andy Dick                   | Next (8)                               | [ 12 ] |
| 10.ª                       | 8 de diciembre de 1999  | MGM Grand Garden Arena | Las Vegas, Nevada        | Kathy Griffin Adam Carolla                | Backstreet Boys (4)                    | [ 13 ] |
| 11.ª                       | 5 de diciembre de 2000  | MGM Grand Garden Arena | Las Vegas, Nevada        | Kathy Griffin NSYNC                       | Sisqó (6)                              | [ 14 ] |
| 12.ª                       | 4 de diciembre de 2001  | MGM Grand Garden Arena | Las Vegas, Nevada        | Bernie Mac                                | R. Kelly (5) Tim McGraw (5)            | [ 15 ] |
| 13.ª                       | 9 de diciembre de 2002  | MGM Grand Garden Arena | Las Vegas, Nevada        | Cedric the Entertainer                    | Ashanti (8)                            | [ 16 ] |
| 14.ª                       | 10 de diciembre de 2003 | MGM Grand Garden Arena | Las Vegas, Nevada        | Ryan Seacrest Nick Lachey Jessica Simpson | R. Kelly (4)                           | [ 17 ] |
| 15.ª                       | 8 de diciembre de 2004  | MGM Grand Garden Arena | Las Vegas, Nevada        | Ryan Seacrest                             | Usher (11)                             | [ 18 ] |
| 16.ª                       | 7 de diciembre de 2005  | MGM Grand Garden Arena | Las Vegas, Nevada        | LL Cool J                                 | 50 Cent (6) Green Day (6)              | [ 19 ] |
| 17.ª                       | 4 de diciembre de 2006  | MGM Grand Garden Arena | Las Vegas, Nevada        | s/a                                       | Mary J. Blige (9)                      | [ 20 ] |
| 2007 a 2010 sin premiación |                         |                        |                          |                                           |                                        |        |
| 18.ª                       | 22 de mayo de 2011      | MGM Grand Garden Arena | Las Vegas, Nevada        | Ken Jeong                                 | Eminem (6)                             | [ 21 ] |
| 19.ª                       | 20 de mayo de 2012      | MGM Grand Garden Arena | Las Vegas, Nevada        | Julie Bowen Ty Burrell                    | Adele (12)                             | [ 22 ] |
| 20.ª                       | 19 de mayo de 2013      | MGM Grand Garden Arena | Las Vegas, Nevada        | Tracy Morgan                              | Taylor Swift (8)                       | [ 23 ] |
| 21.ª                       | 18 de mayo de 2014      | MGM Grand Garden Arena | Las Vegas, Nevada        | Ludacris                                  | Justin Timberlake (7)                  | [ 24 ] |
| 22.ª                       | 17 de mayo de 2015      | MGM Grand Garden Arena | Las Vegas, Nevada        | Ludacris Chrissy Teigen                   | Taylor Swift (8)                       | [ 25 ] |
| 23.ª                       | 22 de mayo de 2016      | T-Mobile Arena         | Las Vegas, Nevada        | Ludacris Ciara                            | The Weeknd (8)                         | [ 26 ] |
| 24.ª                       | 21 de mayo de 2017      | T-Mobile Arena         | Las Vegas, Nevada        | Ludacris Vanessa Hudgens                  | Drake (13)                             | [ 27 ] |
| 25.ª                       | 20 de mayo de 2018      | MGM Grand Garden Arena | Las Vegas, Nevada        | Kelly Clarkson                            | Ed Sheeran (6) Kendrick Lamar (6)      | [ 28 ] |
| 26.ª                       | 1 de mayo de 2019       | MGM Grand Garden Arena | Las Vegas, Nevada        | Kelly Clarkson                            | Drake (12)                             | [ 29 ] |
| 27.ª                       | 14 de octubre de 2020   | Dolby Theatre          | Los Ángeles, California  | Kelly Clarkson                            | Post Malone (9)                        | [ 30 ] |
| 28.ª                       | 23 de mayo de 2021      | Microsoft Theater      | Los Ángeles, California  | Nick Jonas                                | The Weeknd (10)                        | [ 31 ] |
| 29.ª                       | 15 de mayo de 2022      | MGM Grand Garden Arena | Las Vegas, Nevada        | Sean Combs                                | Olivia Rodrigo (7)                     |        |
| 30.ª                       | 19 de noviembre de 2023 | s/a                    | s/a                      | s/a                                       | Morgan Wallen (11)                     | [ 32 ] |
| 31.ª                       | 12 de diciembre de 2024 | s/a                    | s/a                      | Michelle Buteau                           | Taylor Swift (10)                      |        |

## Artistas más ganadores
El récord del artista general con más premios Billboard Music Awards lo tiene Taylor Swift con 49 galardones  , mientras que el artista masculino con más premios Billboard Music Awards es Drake quien ha recibido 34 galardones.
| Pos. | Artista            | Número de premios |
| ---- | ------------------ | ----------------- |
| 1.º  | Taylor Swift       | 49                |
| 2.º  | Drake              | 34                |
| 3.º  | Justin Bieber      | 26                |
| 4.º  | The Weeknd         | 20                |
| 5.º  | Garth Brooks       | 19                |
| 6.º  | Adele              | 18                |
| 6.º  | Usher              | 18                |
| 7.º  | Eminem             | 17                |
| 8.º  | Whitney Houston    | 16                |
| 9.º  | Mariah Carey       | 15                |
| 10.º | Beyoncé            | 13                |
| 10.º | 50 Cent \| SHAKIRA | 13                |
| 11.º | BTS                | 12                |
| 11.º | Destiny's Child    | 12                |
| 11.º | Carrie Underwood   | 12                |
| 11.º | Rihanna            | 12                |
| 11.º | R. Kelly           | 12                |
| 12.º | Janet Jackson      | 11                |
| 12.º | Kanye West         | 11                |
| 13.º | Mary J. Blige      | 10                |
| 13.º | Imagine Dragons    | 10                |
| 13.º | Lady Gaga          | 10                |

## Transmisión
Desde su inicio, los Billboard Music Awards (BMA), creados por Rick Garson, Paul Flattery y Jim Yukich, se habían transmitido por televisión a través de la cadena Fox; sin embargo, debido a vencimientos contractuales y otras circunstancias imprevistas, los premios se cancelaron para el año 2007. Los planes para una nueva versión de los premios en 2008 (en asociación con Anschutz Entertainment Group) fracasaron y los BMA se volvieron a cancelar, regresando recién el año 2011.
El 17 de febrero de 2011, Billboard anunció que llevaría los BMA de regreso a la televisión, mudándose de su hogar original en Fox a su nueva cadena, ABC, el 22 de mayo de 2011. Una nueva estatuilla fue creada en Nueva York por la Society Awards. Dick Clark Productions, que es copropiedad de Billboard, comenzó a producir la ceremonia en 2014. El 28 de noviembre de 2017, se anunció que los Billboard Music Awards se trasladarían de ABC a la cadena NBC a partir de 2018, bajo un contrato de un año.
La ceremonia de 2020, originalmente programada para el 29 de abril, se pospuso indefinidamente el 17 de marzo debido a preocupaciones de la asamblea pública relacionadas con el coronavirus. El 14 de agosto de 2020, se anunció que la ceremonia de 2020 se había reprogramado finalmente para el 14 de octubre de ese año.